# لونگاوی
لونگاوی (به اسپانیایی: Longaví) یک شهرستان در شیلی است که در استان لینارس واقع شده‌است. لونگاوی ۱٬۴۵۳٫۸ کیلومتر مربع مساحت و ۲۸٬۴۹۹ نفر جمعیت دارد و ۱۳۳ متر بالاتر از سطح دریا واقع شده‌است.